# Jacob Bibby

a Compétitions nationales et continentales officielles uniquement.

Jacob Bibby, né le 17 juin 1996 à Wigan (Angleterre), est un joueur de rugby à XIII anglais évoluant au poste de centre, d'ailier ou de deuxième ligne dans les années 2010. Il fait ses débuts professionnels avec Salford en Super League en 2015. Il y joue une finale de la Super League en 2019, il fait l'objet entre-temps de plusieurs prêts à Oldham, North Wales et Halifax. Il rejoint Wigan à compter de 2020.

## Palmarès
- Collectif :
  - Finaliste de la Super League : 2019 (Salford) et 2020 (Wigan).

### Statistiques
| Saison | Club               | Compétition  | Matchs | Points | Essais | Goals | Drops |
| ------ | ------------------ | ------------ | ------ | ------ | ------ | ----- | ----- |
| 2015   | Salford Red Devils | Super League | 1      | 0      | 0      | 0     | 0     |
| 2016   | Salford Red Devils | Super League | 5      | 0      | 0      | 0     | 0     |
| 2017   | Salford Red Devils | Super League | 16     | 24     | 6      | 0     | 0     |
| 2018   | Salford Red Devils | Super League | 21     | 44     | 11     | 0     | 0     |
| 2019   | Salford Red Devils | Super League | 26     | 56     | 14     | 0     | 0     |